# Линд, Эмили Элин
Эмили Элин Линд (англ. Emily Alyn Lind, род. 6 мая 2002, Лос-Анджелес, Калифорния, США) — американская актриса. Наиболее известна по роли Эммы в сериале «Все мои дети».

## Ранняя жизнь
Эмили Элин Линд родилась 6 мая 2002 года в Лос-Анджелесе, в семье кинопродюсера Джона Линда и актрисы Барбары Элин Вудс. У Эмили есть две родные сестры, старшая Натали Элин Линд и младшая Аливия Элин Линд, которые также являются актрисами.

## Карьера
Свой творческий путь Эмили начала с фильма «Тайная жизнь пчёл» исполнив роль юной Лили. После этого она принимала участие в таких проектах, как «Вход в пустоту», «Дни нашей жизни», «Иствик», «Все мои дети», «Горячая точка» и «Мыслить как преступник».
В 2011 году Линд получила второстепенную роль в сериале «Месть», где она сыграла роль Аманды в детстве. В 2012 году она снялась в фильме «Призраки в Коннектикуте 2: Тени прошлого» вместе с Эбигейл Спенсер и Чадом Майклом Мюрреем. В 2013 году актриса получила главную роль в фильме «Дорогой немой дневник», основанном на серии популярных детских книг. В 2014 году получила роль в фильме «Джеки и Райан» с Кэтрин Хайгл и Беном Барнсом, премьера которого состоялась на Венецианском кинофестивале. В 2015 году девушка получила роль в сериале «Реанимация», исполнив роль Ариэль. В 2017 году она снялась в фильме ужасов «И гаснет свет…». В 2018 году Эмили сыграла в научно-фантастическом триллере «Репродукция» вместе с Киану Ривзом и Элис Ив.
В 2019 году Эмили сыграла вместе с Юэном Макгрегором и Ребеккой Фергюсон в фильме «Доктор Сон», основанном на популярном романе Стивена Кинга и являющимся продолжением фильма «Сияние». В марте 2020 года стало известно, что Эмили сыграет главную роль в перезагрузке сериала 2007 года «Сплетница». В 2024 году исполнила роль в фильме «Охотники за привидениями: Леденящий ужас».

## Фильмография
| Год       |     | Русское название                             | Оригинальное название                            | Роль                            |
| --------- | --- | -------------------------------------------- | ------------------------------------------------ | ------------------------------- |
| 2008      | ф   | Тайная жизнь пчёл                            | The Secret Life of Bees                          | юная Лили Оуэнс                 |
| 2009      | ф   | Вход в пустоту                               | Enter the Void                                   | Линда в детстве                 |
| 2009      | с   | Дни нашей жизни                              | Days of our Lives                                | Грейс                           |
| 2009—2010 | с   | Иствик                                       | Eastwick                                         | Эмили Гарденер                  |
| 2010      | ф   | Помеченный кровью                            | Blood Done Sign My Name                          | Джули Тайсон                    |
| 2010      | тф  | Кто такой Кларк Рокфеллер?                   | Who Is Clark Rockefeller?                        | Рейн «Снукс» Босс               |
| 2010      | с   | Медиум                                       | Medium                                           | шестилетняя девочка             |
| 2010      | с   | Все мои дети                                 | All My Children                                  | Эмма Лейвли                     |
| 2010      | с   | Горячая точка                                | Flashpoint                                       | юная Алексис                    |
| 2010      | с   | Мыслить как преступник                       | Criminal Minds                                   | Ана Брукс                       |
| 2010      | тф  | Ноябрьское Рождество                         | November Christmas                               | Ванесса Маркс                   |
| 2010      | тф  | Воскресенья у Тиффани                        | Sundays at Tiffany’s                             | юная Джейн                      |
| 2011      | ф   | Дж. Эдгар                                    | J. Edgar                                         | Ширли Темпл                     |
| 2011      | мф  | Секретная служба Санты: Шалуны против Паинек | Prep & Landing: Naughty vs. Nice                 | Грейс Гудвин                    |
| 2011—2015 | с   | Месть                                        | Revenge                                          | Аманда Кларк                    |
| 2012      | тф  | Красивые люди                                | Beautiful People                                 | Тина                            |
| 2012      | ф   | Обучение полётам                             | Won’t Back Down                                  | Малия Фицпатрик                 |
| 2012      | с   | Гавайи 5.0                                   | Hawaii Five-0                                    | Люси                            |
| 2013      | ф   | Муви 43                                      | Movie 43                                         | девочка на дне рождения         |
| 2013      | ф   | Призраки в Коннектикуте 2: Тени прошлого     | The Haunting in Connecticut 2: Ghosts of Georgia | Хайди Уайрик                    |
| 2013      | тф  | Дорогой немой дневник                        | Dear Dumb Diary                                  | Джейми Келли                    |
| 2013      | ф   | Все американские рождественские гимны        | All American Christmas Carol                     | юная Синди                      |
| 2014      | с   | Пригород                                     | Suburgatory                                      | Надя Нерген                     |
| 2014      | с   | Игры разума                                  | Mind Games                                       | Делла                           |
| 2014      | ф   | Джеки и Райан                                | Jackie & Ryan                                    | Лия                             |
| 2014      | ф   | Пересмешник                                  | Mockingbird                                      | Эбби                            |
| 2015      | ф   | Затаившись                                   | Hidden                                           | Зои                             |
| 2015—2018 | с   | Реанимация                                   | Code Black                                       | Ариэль                          |
| 2016      | ф   | И гаснет свет…                               | Lights Out                                       | Софи в подростковом возрасте    |
| 2016      | с   | Час пик                                      | Rush Hour                                        | Кристин Сандерс                 |
| 2017      | ф   | Няня                                         | The Babysitter                                   | Мелани                          |
| 2017      | кор | Домик На Дереве Машина Времени               | Tree House Time Machine                          | Мэгги                           |
| 2018      | ф   | Репродукция                                  | Replicas                                         | Софи Фостер                     |
| 2018      | с   | Человек будущего                             | Future Man                                       | Тай-Энн в подростковом возрасте |
| 2019      | ф   | Доктор Сон                                   | Doctor Sleep                                     | Змейка Энди                     |
| 2019      | тф  | (Будущая) Культовая классика                 | (Future) Cult Classic                            | Бри                             |
| 2020      | с   | Священная ложь                               | Sacred Lies                                      | Джолин Дригальски               |
| 2020      | ф   | Няня: Королева убийц                         | The Babysitter: Killer Queen                     | Мелани                          |
| 2021      | ф   | Каждый твой вдох                             | Every Breath You Take                            | Дафна                           |
| 2021—2023 | с   | Сплетница                                    | Gossip Girl                                      | Одри                            |
| 2024      | ф   | Охотники за привидениями: Леденящий ужас     | Ghostbusters: Frozen Empire                      | Мелоди                          |
| 2025      | с   | Мы были лжецами                              | We Were Liars                                    | Кейденс Синклер                 |

## Награды и номинации
| Год  | Награда                                       | Категория                                                    | Номинация за                                 | Результат | Примечания |
| ---- | --------------------------------------------- | ------------------------------------------------------------ | -------------------------------------------- | --------- | ---------- |
| 2011 | Национальная молодежная художественная премия | Лучшая актриса второго плана                                 | Ноябрьское Рождество                         | Победа    | [ 8 ]      |
| 2012 | премия «Молодой актёр»                        | Лучшая роль в телесериале — актриса в возрасте до десяти лет | Месть                                        | Победа    | [ 9 ]      |
| 2012 | премия «Молодой актёр»                        | Лучшее озвучивание — молодая актриса                         | Секретная служба Санты: Шалуны против Паинек | Номинация | [ 9 ]      |